# Ututo
Ututoは、完全に自由ソフトウェアのみで構成されたLinuxディストリビューションである。この名前は、アルゼンチン北部で見られるヤモリの一種に由来する。
Ututoは、GNUプロジェクトに承認された最初の完全に自由なLinuxベースのシステムである。GNUプロジェクトの創設者であるリチャード・ストールマンは、かつてこのLinuxディストリビューションをほぼ排他的に支持しており、自身のパソコンで使用していたが、後にgNewSenseに切り替え、その後Trisquelに移行した。

## 歴史
Ututoは2000年にアルゼンチン国立サルタ大学のディエゴ・サラビアによって最初に公開された。Ututoは、世界で最初のLive CDディストリビューションの一つであり、アルゼンチンで最初のLinuxディストリビューションであった。UtutoはSimusolを搭載していた。これは、Solar Energyプロジェクトをシミュレートするシステムであった。Ututoはインストールが簡単で、特別な設定を必要とせず、ハードウェアを自動的に検出し、マウスの動作のみ求められた。当時、他のディストリビューションはそのように動作しなかった。
2002年、Ututo-Rが作成され、ルーターとして動作する機能が追加された。このバージョンはマルコス・サパタによって作成され、ブエノスアイレスの公立学校で使用された。
2004年、Ututo-eプロジェクトが始まり、急速にUtutoの最も重要な派生版となった。このプロジェクトはダニエル・オリベラによって開始された。
2006年、Ututoはアルゼンチン代議院によって「国家的重要性を持つ」と宣言された。

## Ututo XS
Ututo XSは、Ututoの現在の安定版のバージョンである。
Ututo XSは、Gentoo Linuxのebuildおよびemergeを使用してコンパイルされている。すべてのドキュメントはスペイン語で書かれている。
XSシリーズの登場により、システムインストーラーが速くなるなど、多くの新機能が追加された。Ututoは、iFreeTabletなどのさまざまなハードウェアプロジェクトで使用されてきた。パブロ・マヌエル・リッツォは、DebianのAPTに倣って、パッケージ管理システムUtuto-Getを設計した。他のGentooベースのディストリビューションと同様、UtutoはPortageと互換性がある。
Ututoは、異なるIntelおよびAMDプロセッサに最適化された異なるバイナリを提供している。
2012年以降リリースがないため、このディストリビューションは「休眠状態」と見なされている。

## Ututo UL
Ututo UL（Ubuntu-Libre）は、Ututoの現在開発中のバージョンである。Ututo ULは、Ubuntuをディストリビューションのベースとして利用し、Ututoプロジェクトで通常行われるようにすべての不自由なソフトウェアを削除し、Linux-libreをカーネルとして使用している。
2017年、Solar EnergyプロジェクトをシミュレートするシステムSimusolの配布という元々のアイデアが、プロジェクトの中心に戻った。

## 評価
Tux Machinesは2006年にUtutoをレビューした。
つまり、全体的に見て非常に立派なプロジェクトである。インストーラーは世界で最も簡単なものではないが、デスクトップは見栄えが良く、便利なツールや適切なアプリケーションが揃っている。最初は非常に興奮していたが、結果として複雑な感情を抱くことになった。それでも試してみる価値はあった。もしあなたがGNOMEやUbuntuのファンであれば、ぜひチェックしてみるべきだ。